# Eleição municipal de Varginha em 2020
A eleição municipal da cidade de Varginha em 2020 está prevista para ocorrer no dia 15 de novembro (em turno único), com o objetivo de eleger um prefeito, um vice-prefeito e 15 vereadores, que serão responsáveis pela administração da cidade, que se iniciará em 1° de janeiro de 2021. O atual prefeito Verdi Lucio Melo, do Avante, que assumiu o cargo em 7 de abril de 2020, após o titular Antônio Silva (com quem se elegeu em 2016) renunciar por razões de foro íntimo, concorrerá a uma possível reeleição.
Originalmente, as eleições ocorreriam em 4 de outubro, porém, com o agravamento da pandemia do novo coronavírus (SARS-CoV-2), causador da Covid-19, as datas foram modificadas com a promulgação da Emenda Constitucional nº 107/2020.

## Convenções partidárias
A escolha dos candidatos à Prefeitura de Varginha é oficializada durante as convenções partidárias, que ocorrem excepcionalmente neste pleito entre 31 de agosto a 16 de setembro, período definido pela Emenda Constitucional nº 107 de 2020. Válido para todos os partidos políticos, o prazo garante a isonomia entre as legendas e é o momento em que os partidos escolhem quais filiados podem pedir o registro de candidatura e se disputarão a eleição coligados com outras legendas.
Nota: a tabela a seguir está organizada por ordem cronológica de realização das convenções.
| Nome e sigla do partido                         | Data da convenção | Posicionamento oficial                                                                                   |
| ----------------------------------------------- | ----------------- | --- |
| Partido da Social Democracia Brasileira (PSDB)  | 31 de agosto      | Candidatura de Anderson Martins à Prefeitura de Varginha e Guilherme Amiraldo Dias a vice-prefeito.      |
| Avante                                          | 7 de setembro     | Candidatura de Vérdi Lúcio Melo à Prefeitura de Varginha e Leonardo Ciacci a vice-prefeito.              |
| Progressistas (PP)                              | 7 de setembro     | Candidatura de Vérdi Lúcio Melo à Prefeitura de Varginha e Leonardo Ciacci a vice-prefeito.              |
| Partido Trabalhista Brasileiro (PTB)            | 7 de setembro     | Apoio formal à candidatura de Vérdi Lúcio Melo (Avante) à Prefeitura de Varginha.                        |
| Podemos (PODE)                                  | 7 de setembro     | Apoio formal à candidatura de Vérdi Lúcio Melo (Avante) à Prefeitura de Varginha.                        |
| Partido da Mobilização Nacional (PMN)           | 7 de setembro     | Apoio formal à candidatura de Vérdi Lúcio Melo (Avante) à Prefeitura de Varginha.                        |
| Partido Social Cristão (PSC)                    | 7 de setembro     | Apoio formal à candidatura de Vérdi Lúcio Melo (Avante) à Prefeitura de Varginha.                        |
| Partido Social Democrático (PSD)                | 7 de setembro     | Apoio formal à candidatura de Vérdi Lúcio Melo (Avante) à Prefeitura de Varginha.                        |
| Partido Republicano da Ordem Social (PROS)      | 7 de setembro     | Apoio formal à candidatura de Vérdi Lúcio Melo (Avante) à Prefeitura de Varginha.                        |
| Partido Renovador Trabalhista Brasileiro (PRTB) | 7 de setembro     | Apoio formal à candidatura de Vérdi Lúcio Melo (Avante) à Prefeitura de Varginha.                        |
| Solidariedade                                   | 7 de setembro     | Apoio formal à candidatura de Vérdi Lúcio Melo (Avante) à Prefeitura de Varginha.                        |
| Movimento Democrático Brasileiro (MDB)          | 7 de setembro     | Apoio formal à candidatura de Vérdi Lúcio Melo (Avante) à Prefeitura de Varginha.                        |
| Partido Social Liberal (PSL)                    | 7 de setembro     | Candidatura de Zacarias Piva à Prefeitura de Varginha e Doutor Vismário a vice-prefeito.                 |
| Democratas (DEM)                                | 7 de setembro     | Candidatura de Zacarias Piva à Prefeitura de Varginha e Doutor Vismário a vice-prefeito.                 |
| Partido Liberal (PL)                            | 7 de setembro     | Apoio formal à candidatura de Zacarias Piva (PSL) à Prefeitura de Varginha.                              |
| Republicanos                                    | 7 de setembro     | Apoio formal à candidatura de Zacarias Piva (PSL) à Prefeitura de Varginha.                              |
| Patriota                                        | 7 de setembro     | Apoio formal à candidatura de Zacarias Piva (PSL) à Prefeitura de Varginha.                              |
| Partido Democrático Trabalhista (PDT)           | 7 de setembro     | Apoio formal à candidatura de Zacarias Piva (PSL) à Prefeitura de Varginha.                              |
| Rede Sustentabilidade (REDE)                    | 12 de setembro    | Candidatura de Demétrio Junqueira à Prefeitura de Varginha e Wender Reis a vice-prefeito.                |
| Partido Socialismo e Liberdade (PSOL)           | 12 de setembro    | Candidatura de Maria da Penha à Prefeitura de Varginha e Nelson Pereira a vice-prefeito.                 |
| Partido Comunista do Brasil (PCdoB)             | 14 de setembro    | Candidatura de Jonas Loureiro à Prefeitura de Varginha e Elida Aparecida Erbst Ferreira a vice-prefeita. |
| Partido Socialista Brasileiro (PSB)             | 15 de setembro    | Candidatura de Rogério Bueno à Prefeitura de Varginha e Mário Ribeiro Duarte a vice-prefeito.            |
| Partido Verde (PV)                              | 15 de setembro    | Apoio formal à candidatura de Rogério Bueno à Prefeitura de Varginha.                                    |
| Cidadania                                       | 15 de setembro    | Apoio formal à candidatura de Rogério Bueno à Prefeitura de Varginha.                                    |

## Candidaturas
Nota: a tabela a seguir está organizada por ordem alfabética.
| Número Eleitoral | Número Eleitoral | Candidato(a) a prefeito(a) | Candidato(a) a prefeito(a) | Candidato(a) a vice-prefeito(a) | Candidato(a) a vice-prefeito(a) | Partido/Coligação                                                                                  |
| Número Eleitoral | Número Eleitoral | Nome                       | Partido                    | Nome                            | Partido                         | Partido/Coligação                                                                                  |
| ---------------- | ---------------- | -------------------------- | -------------------------- | ------------------------------- | ------------------------------- | -------------------------------------------------------------------------------------------------- |
|                  | 45               | Anderson Martins           | PSDB                       | Guilherme Amiraldo Dias         | PSDB                            | PSDB                                                                                               |
|                  | 18               | Demétrio Junqueira         | REDE                       | Wender Reis                     | REDE                            | REDE                                                                                               |
|                  | 65               | Jonas Loureiro             | PCdoB                      | Elida Aparecida Erbst Ferreira  | PCdoB                           | PCdoB                                                                                              |
|                  | 50               | Maria da Penha Ferreira    | PSOL                       | Nelson Pereira                  | PSOL                            | PSOL                                                                                               |
|                  | 40               | Rogério Bueno              | PSB                        | Mário Ribeiro Duarte            | PV                              | “Varginha Pode Mais”: PSB, PV e Cidadania.                                                         |
|                  | 70               | Vérdi Lúcio Melo           | Avante                     | Leonardo Ciacci                 | PP                              | "Varginha segue em frente": Avante, PP, PTB, PODE, PMN, PSC, PSD, PROS, PRTB, Solidariedade e MDB. |
|                  | 17               | Zacarias Piva              | PSL                        | Doutor Vismário                 | DEM                             | "Varginha moderna para um novo mundo": PSL, DEM, PL, Republicanos, Patriota e PDT.                 |

- Atualizado até 21h38min, sexta-feira, 14 de março de 2025 (UTC)

## Pesquisas eleitorais
Pré-candidatos
| Fonte                  | Data(s) Conduzidas | Amostragem | Vérdi Avante           | Zacarias Piva PSL | Rogério Bueno PSB | Maria da Penha PSOL | Jonas Loureiro PCdoB | Anderson Martins PSDB | Zé Dobrada PT | Demétrio Junqueira REDE | Brancos e nulos | Abst. Indec. |      |      |      |       |       |
| ---------------------- | ------------------ | ---------- | ---------------------- | ----------------- | ----------------- | ------------------- | -------------------- | --------------------- | ------------- | ----------------------- | --------------- | ------------ | ---- | ---- | ---- | ----- | ----- |
| Fonte                  | Data(s) Conduzidas | Amostragem | TV Alterosa/Agência F5 | 8-9 Ago           | 597               | 33,6%               | 5,5%                 | 11,2%                 | 1,5%          | 1,3%                    | Brancos e nulos | Abst. Indec. | 1,1% | 1,1% | 0,3% | 16,2% | 27,8% |
| TV Alterosa/Agência F5 | 21-22 Set          | 597        | 40,3%                  | 6,7%              | 15,5%             | 3,1%                | 0,6%                 | 1,5%                  | -             | 0,3%                    | 17,9%           | 13,7%        |      |      |      |       |       |

Candidatos
| Fonte | Data(s) Conduzidas | Amostragem | Vérdi Avante           | Zacarias Piva PSL | Rogério Bueno PSB | Anderson Martins PSDB | Maria da Penha PSOL | Demétrio Junqueira REDE | Jonas Loureiro PCdoB | Brancos e nulos | Abst. Indec. |      |      |      |     |       |
| ----- | ------------------ | ---------- | ---------------------- | ----------------- | ----------------- | --------------------- | ------------------- | ----------------------- | -------------------- | --------------- | ------------ | ---- | ---- | ---- | --- | ----- |
| Fonte | Data(s) Conduzidas | Amostragem | TV Alterosa/Agência F5 | 10-11 Nov         | 597               | 39,2%                 | 11,7%               | 8,7%                    | 3,6%                 | Brancos e nulos | Abst. Indec. | 0,8% | 0,8% | 0,1% | 14% | 20,7% |

## Resultados
Prefeitura
| Candidato(a)           | Candidato(a)              | Vice                           | 1º turno 15 de novembro de 2020 | 1º turno 15 de novembro de 2020 |
| Candidato(a)           | Candidato(a)              | Vice                           | Total                           | Porcentagem                     |
| ---------------------- | ------------------------- | ------------------------------ | ------------------------------- | ------------------------------- |
|                        | Vérdi Lúcio Melo (Avante) | Leonardo Ciacci (PP)           | 36.518                          | 55,87%                          |
|                        | Zacarias Piva (PSL)       | Doutor Vismário (DEM)          | 14.320                          | 21,91%                          |
|                        | Rogério Bueno (PSB)       | Mário Ribeiro Duarte (PV)      | 9.110                           | 13,94%                          |
|                        | Anderson Martins (PSDB)   | Guilherme Amiraldo Dias (PSDB) | 2.746                           | 4,20%                           |
|                        | Demétrio Junqueira (REDE) | Wender Reis (REDE)             | 989                             | 1,51%                           |
|                        | Maria da Penha (PSOL)     | Nelson Pereira (PSOL)          | 963                             | 1,47%                           |
|                        | Jonas Loureiro (PCdoB)    | Elida Aparecida Erbst (PCdoB)  | 712                             | 1,09%                           |
| Total de votos válidos | Total de votos válidos    | Total de votos válidos         | 65.358                          | 87,66%                          |
| → Votos em branco      | → Votos em branco         | → Votos em branco              | 3.809                           | 5,11%                           |
| → Votos nulos          | → Votos nulos             | → Votos nulos                  | 5.389                           | 7,23%                           |
| Total de votos         | Total de votos            | Total de votos                 | 74.556                          | 75,19%                          |
| Abstenções             | Abstenções                | Abstenções                     | 24.603                          | 24,81%                          |
| Total de inscritos     | Total de inscritos        | Total de inscritos             | 99.159                          | 100%                            |

Câmara Municipal
| Candidato(a)           | Candidato(a)                            | 1º turno 15 de novembro de 2020 | 1º turno 15 de novembro de 2020 |
| Candidato(a)           | Candidato(a)                            | Total                           | Porcentagem                     |
| ---------------------- | --------------------------------------- | ------------------------------- | ------------------------------- |
|                        | Dudu Ottoni (PTB)                       | 1.293                           | 1,95%                           |
|                        | Professor Rodrigo Naves (PSB)           | 1.074                           | 1,62%                           |
|                        | Doutor Lucas (PSDB)                     | 982                             | 1,48%                           |
|                        | Joãozinho Enfermeiro (PSC)              | 975                             | 1,47%                           |
|                        | Dr. Fernando Guedes (PTB)               | 965                             | 1,45%                           |
|                        | Zilda Silva (PP)                        | 926                             | 1,40%                           |
|                        | Reginaldo Tristão (PSB)                 | 883                             | 1,33%                           |
|                        | Apoliano do Projeto Dom (PP)            | 856                             | 1,29%                           |
|                        | Carlinho da Padaria (PODE)              | 807                             | 1,22%                           |
|                        | Bebeto do Posto (PSL)                   | 744                             | 1,12%                           |
|                        | Dandan do Mercadinho (PODE)             | 697                             | 1,05%                           |
|                        | Marquinho da Cooperativa (Republicanos) | 666                             | 1,00%                           |
|                        | Cabo Valério da Aprosep (Cidadania)     | 659                             | 0,99%                           |
|                        | Cristóvão (PODE)                        | 616                             | 0,93%                           |
|                        | Thulyo Paiva (Avante)                   | 457                             | 0,69%                           |
| Total de votos válidos | Total de votos válidos                  | 66.326                          | 88,96%                          |
| → Votos em branco      | → Votos em branco                       | 4.256                           | 5,71%                           |
| → Votos nulos          | → Votos nulos                           | 3.946                           | 5,29%                           |
| Total de votos         | Total de votos                          | 74.556                          | 75,19%                          |
| Abstenções             | Abstenções                              | 24.603                          | 24,81%                          |
| Total de inscritos     | Total de inscritos                      | 99.159                          | 100%                            |